# Leandro de Almeida
Leandro de Almeida (Cornélio Procópio, 1982. március 19. –) brazil-magyar kettős állampolgárságú magyar válogatott, hétszeres magyar bajnok, hatszoros magyar kupagyőztes labdarúgó. Bal oldali védő vagy védekező középpályás poszton játszik. A Ferencvárosi TC másodedzője.

## Pályafutása

### Kezdetek
Magyarországon először az MTK-ban, majd Bükön és a Haladásban futballozott. Két szombathelyi szezon után igazolta le a Ferencvárosi TC.

### Ferencváros
2002-ben igazolt a Ferencvárosi Torna Clubhoz. Itt négy sikeres szezont töltött. 2004-ben bajnok lett csapatával. Családi okok miatt 2005-ben egy évre hazautazott Brazíliába, ahol régi-új klubjával, az Athletico Paranaensevel egészen a Libertadores Kupa döntőjéig jutott. Ezt követően visszatért Ferencvárosba. 2015-ben öt évnyi ciprusi légiós élet után visszatért a Fradiba.

### Debrecen
A brazil származású játékos 2006 júliusában szerződött három évre a Debreceni VSC-hez. A 2006/2007-es idény során hat gólt lőtt.
A 2007/2008-as szezonban nyolc gólt szerzett, ugyanannyit, mint a 2000/2001-es szezonban a Haladás, akkori nevén Oliver-Haladás játékosaként.
A 2008/2009-es szezonban, 29 bajnoki fellépésen, 5 góllal segítette csapatát.
Kulcsembere volt a 2009-ben a Bajnokok Ligája csoportkörébe jutó csapatnak.[forrás?] A selejtezőkben fontos gólt szerzett a Levadia ellen Tallinnban.
2010 januárjában a ciprusi Omónia csapatába igazolt.

### Omonia Nicosia
Öt szezont játszott a ciprusi gárdában, amellyel egy bajnoki címet és egy kupagyőzelmet ért el. Öt év alatt majdnem 130 mérkőzést játszott klubja színeiben.

### Újra a Fradiban
Csaknem egy évtized után tért vissza korábbi sikerei színhelyére. A ferencvárosi klubbal további három bajnoki címet és két országos kupát nyert. A profi futballtól ugyan visszavonult, de a ferencvárosi tartalékcsapatban továbbra is aktívan játszik.

## Sikerei, díjai

### Klubcsapatokkal
MTK Budapest FC
- Magyar bajnoki ezüstérmes: 2000
- Magyar kupagyőztes: 2000

 Haladás
- Magyar kupa ezüstérmes: 2002

 Ferencvárosi TC
- Magyar bajnok: 2003-04, 2015-16, 2018-19,[4] 2019-20[5]
- Magyar bajnoki ezüstérmes: 2003, 2018
- Magyar kupagyőztes: 2003, 2004, 2016, 2017, 2022
- Magyar szuperkupa-győztes: 2004, 2015
- Magyar szuperkupa-döntős: 2003
- UEFA-kupa csoportkör: 2004-2005

 Athletico Paranaense
- Libertadores-kupa ezüstérmes: 2005
- Paranaense bajnok: 2005

 Debreceni VSC
- Magyar bajnok: 2006-07, 2008-09, 2009-10
- Magyar bajnoki ezüstérmes: 2008
- Magyar kupagyőztes: 2008
- Magyar szuperkupa-győztes: 2007
- Bajnokok ligája csoportkör: 2009-2010

 Omónia
- Ciprusi bajnok: 2010
- Ciprusi kupagyőztes: 2011

## Statisztika

### Klubcsapatokban
| Szezon    | Csapat               | Nemzet | Bajnokság | Mérk. | Gól. |
| --------- | -------------------- | ------ | --------- | ----- | ---- |
| 1999/2000 | MTK Budapest FC      | magyar | NB I      | 2     | 0    |
| 2000/01   | Büki TK Bükfürdő     | magyar | NB III    | 10    | 0    |
| 2000/01   | Szombathelyi Haladás | magyar | NB I/B    | 17    | 3    |
| 2001/02   | Szombathelyi Haladás | magyar | NB I      | 35    | 8    |
| 2002/03   | Ferencvárosi TC      | magyar | NB I      | 29    | 4    |
| 2003/04   | Ferencvárosi TC      | magyar | NB I      | 30    | 3    |
| 2004/05   | Ferencvárosi TC      | magyar | NB I      | 11    | 0    |
| 2005      | Athletico Paranaense | brazil | Série A   | 4     | 0    |
| 2005/06   | Ferencvárosi TC      | magyar | NB I      | 15    | 0    |
| 2006/07   | Debreceni VSC        | magyar | NB I      | 26    | 6    |
| 2007/08   | Debreceni VSC        | magyar | NB I      | 27    | 8    |
| 2008/09   | Debreceni VSC        | magyar | NB I      | 29    | 5    |

### Mérkőzései a válogatottban
| Magyarország | Magyarország        | Magyarország                         | Magyarország   | Magyarország | Magyarország | Magyarország | Magyarország | Magyarország |
| #            | Dátum               | Helyszín                             | Hazai          | Eredmény     | Vendég       | Kiírás       | Gólok        | Esemény      |
| ------------ | ------------------- | ------------------------------------ | -------------- | ------------ | ------------ | ------------ | ------------ | ------------ |
| 1.           | 2004. június 2.     | Tiencsin, Teda Football Stadium      | Kína           | 2 – 1        | Magyarország | barátságos   | -            | 47' 62'      |
| 2.           | 2004. június 6.     | Kaiserslautern, Fritz Walter Stadion | Németország    | 0 – 2        | Magyarország | barátságos   | -            | 64'          |
| 3.           | 2004. augusztus 18. | Glasgow, Hampden Park                | Skócia         | 0 – 3        | Magyarország | barátságos   | -            | 77'          |
| 4.           | 2005. február 2.    | Isztambul (TUR)                      | Magyarország   | 0 – 0        | Szaúd-Arábia | barátságos   | -            | 40'          |
| 5.           | 2005. február 9.    | Cardiff, Millenium-stadion           | Wales          | 2 – 0        | Magyarország | barátságos   | -            | 58'          |
| 6.           | 2006. október 11.   | Ta’ Qali, Nemzeti Stadion            | Málta          | 2 – 1        | Magyarország | Eb-selejtező | -            | 46'          |
| 7.           | 2007. augusztus 22. | Budapest, Puskás Ferenc Stadion      | Magyarország   | 3 – 1        | Olaszország  | barátságos   | -            | 59'          |
| 8.           | 2007. október 13.   | Budapest, Szusza Ferenc Stadion      | Magyarország   | 2 – 0        | Málta        | Eb-selejtező | -            | 88'          |
| 9.           | 2007. október 13.   | Łódź                                 | Lengyelország  | 0 – 1        | Magyarország | barátságos   | -            | 77'          |
| 10.          | 2007. november 21.  | Budapest, Puskás Ferenc Stadion      | Magyarország   | 1 – 2        | Görögország  | Eb-selejtező | -            | 85'          |
| 11.          | 2014. március 5.    | Győr, ETO Park                       | Magyarország   | 1 – 2        | Finnország   | barátságos   | -            |              |
| 12.          | 2015. március 29.   | Budapest, Groupama Aréna             | Magyarország   | 0 – 0        | Görögország  | Eb-selejtező | -            | 10'          |
| 13.          | 2015. június 5.     | Debrecen, Nagyerdei stadion          | Magyarország   | 4 – 0        | Litvánia     | barátságos   | -            | a szünetben  |
| 14.          | 2015. szeptember 4. | Budapest, Groupama Aréna             | Magyarország   | 0 – 0        | Románia      | Eb-selejtező | -            | 67'          |
| 15.          | 2015. szeptember 7. | Belfast, Windsor Park                | Észak-Írország | 1 – 1        | Magyarország | Eb-selejtező | -            | 41'          |
| 16.          | 2015. október 11.   | Pireusz, Karaiszkákisz Stadion       | Görögország    | 4 – 3        | Magyarország | Eb-selejtező | -            |              |
|              | Összesen            |                                      |                | 16           | mérkőzés     |              | 0            | gól          |

## Külső hivatkozások
- Leandro profilja a magyarfutball.hu-n
- Profil a DVSC hivatalos honlapján Archiválva 2013. július 28-i dátummal a Wayback Machine-ben (magyarul)
- Leandro adatlapja a HLSZ.hu-n (magyarul)
- Profil a footballdatabase.eu-n (angolul)
- Leandro pályafutásának statisztikái a Soccerbase oldalon (angolul)

```
(angolul)
```

- Leandro adatlapja a national-football-teams.com-on[halott link] (angolul)
- Pályafutása statisztikái a fussballdaten.de-n (németül)
- Profil a soccernet.espn-en Archiválva 2013. január 3-i dátummal az Archive.is-en (angolul)
- NS online játékosprofil (magyarul)
- NSO TV – videointerjú
- Leandróval kapcsolatos cikkek a pepsifoci.hu honlapján(magyarul)